# Walter Omar Jiménez
Walter Omar Jiménez (Santiago del Estero, Santiago del Estero, Argentina, 25 de mayo de 1964). Es un exfutbolista argentino que jugaba como delantero.

## Trayectoria

### Central Córdoba
Jiménez empezó su carrera en su provincia natal, Santiago del Estero, en Central Córdoba. Su calidad era muy notable, siendo uno de los mejores jugadores de su equipo, en 1985 logra coronarse campeón del anual de la Liga Santiagueña, clasificándose para disputar el torneo del interior, en donde vencería en la final a Mitre y lograría el ascenso al Nacional B. En su estancia en Nacional B, con Central Córdoba, llegó a marcar 32 goles en 103 partidos.

### Atlético Tucumán
Debido al gran nivel demostrado en Central Córdoba, Jiménez es traspado a Atlético Tucumán en 1989. En el Decano jugó hasta 1994, dónde disputó 155 partidos y marcó 39 goles. Walter terminaría retirándose del fútbol a una temprana edad.

## Clubes
| Club             | País      |
| ---------------- | --------- |
| Central Córdoba  | Argentina |
| Atlético Tucumán | Argentina |

## Palmarés
| Título           | Equipo          | País      | Año  |
| ---------------- | --------------- | --------- | ---- |
| Liga Santiagueña | Central Córdoba | Argentina | 1985 |